# Seminário Teológico Presbiteriano Reverendo José Manoel da Conceição
O Seminário Teológico Presbiteriano Reverendo José Manoel da Conceição, também conhecido como Seminário JMC, é um seminário protestante presbiteriano situado na cidade de São Paulo. Seu nome foi dado em homenagem ao Rev. José Manoel da Conceição, ex-padre católico romano, primeiro pastor protestante brasileiro ordenado em 17 de dezembro de 1865 pela Igreja Presbiteriana do Brasil.

## História

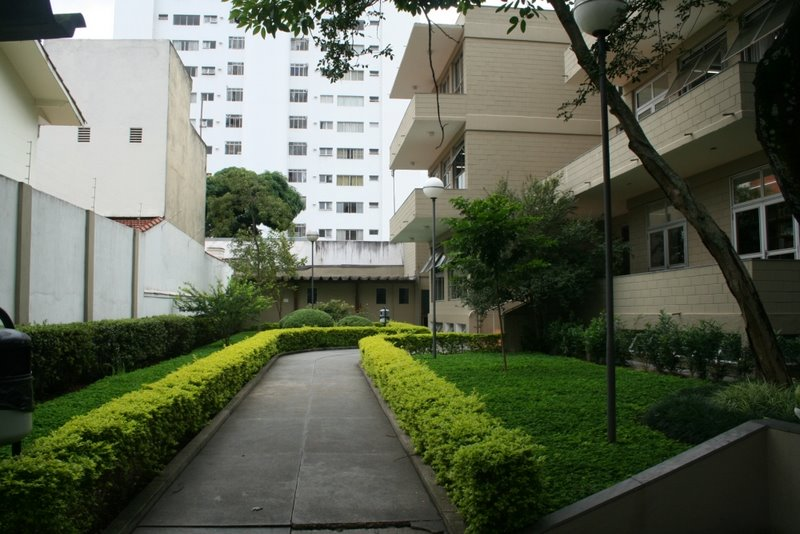
Campus do seminário.

O Seminário JMC foi implantado na cidade de São Paulo em 11 de fevereiro de 1980, como uma extensão do Seminário Presbiteriano do Sul, mas em julho de 1982 o Supremo Concílio da Igreja Presbiteriana do Brasil lhe concedeu autonomia devido ao seu desenvolvimento.
Até 2002, era mantido com fundos do Instituto Presbiteriano Mackenzie. Hoje, conforme determinação do Supremo Concílio, a Fundação Educacional Rev. José Manoel da Conceição (Fundação JMC) é responsável por subsidiar o seminário, fornecendo instalações, manutenção e alojamentos aos alunos regularmente matriculados.
A primeira turma formou-se em julho de 1984 no curso de bacharelado em Teologia (curso noturno). Em fevereiro de 1992, iniciou-se o curso de bacharelado de Música Sacra. Em 1993, iniciou-se o curso diurno de bacharelado em Teologia.

## Orientação teológica

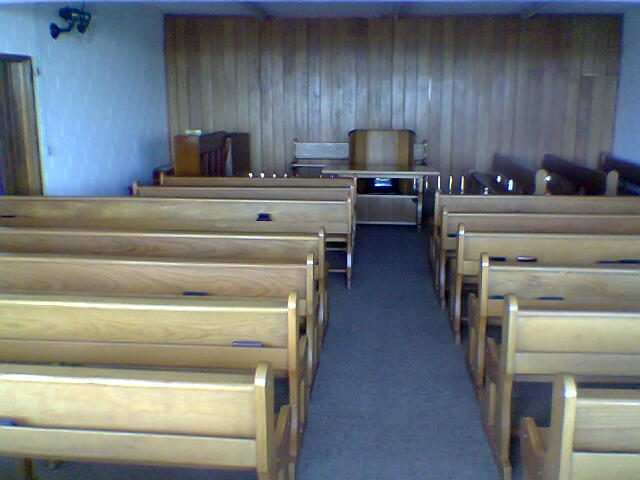
Capela do Seminário JMC.

O seminário é confessional da Igreja Presbiteriana do Brasil. Como tal, segue uma linha teológica reformada (ou calvinista) conservadora. Tem as Escrituras Sagradas como sua única regra de fé e prática e a Confissão de Fé, o Catecismo Maior e Breve Catecismo de Westminster como padrão confessional de interpretação oficial das Escrituras.

## Cursos
- Bacharelado em Teologia

Principalmente visando a capacitação teológica e pastoral dos futuros ministros de igrejas.
- Curso livre de Música Sacra

Visando a capacitação musical e litúrgica para o trabalho da musical nas liturgias das igrejas e outros ambientes comunitários. A coordenação e às aulas são ministradas pelo Maestro Parcival Módolo.
- Outros cursos livres

Diversos cursos de curta duração - Teologia, evangelismo, hermenêutica, homilética, línguas bíblicas, e outros - para treinamento de oficiais, líderes, professores de escola dominical ou membros de igrejas.

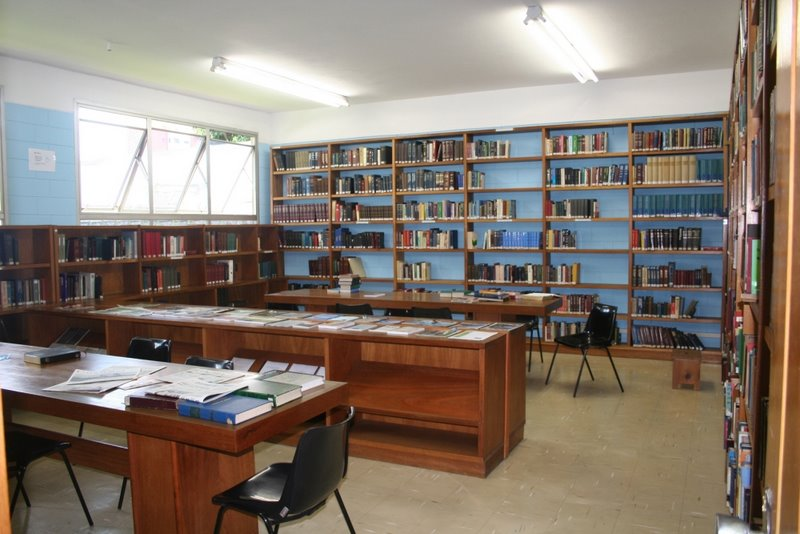
Parte da biblioteca do seminário.

## Alunos
Os alunos são geralmente candidatos da Igreja Presbiteriana do Brasil ao Sagrado Ministério da Palavra, mas o seminário também é procurado por alunos de outras denominações presbiterianas, batistas, Assembléia de Deus, etc.

## Diretores[2]
| Nome                                 | Período                      |
| ------------------------------------ | ---------------------------- |
| Rev. Ludgero Machado Morais          | (1980–1982)                  |
| Rev. Boanerges Ribeiro (interino)    | (1983–1984)                  |
| Rev. Ivan Gilbert Graham Ross        | (1985)                       |
| Rev. Ludgero Machado Morais          | (1986–1989)                  |
| Rev. Fôlton Nogueira da Silva        | (Abril de 1990-2000)         |
| Rev. Gecy Soares Macedo              | (interino) (Maio de 2000)    |
| Rev. Robson do Boa Morte Garcez      | (Maio de 2000–Julho de 2001) |
| Rev. Paulo Bronzeli                  | (Agosto de 2001–2002)        |
| Rev. Paulo Ribeiro Fontes            | (2003–2006)                  |
| Rev. Ageu Cirilo de Magalhães Junior | (2007-2022)                  |
| Rev. Ronaldo Bandeira                | 2023-(em exercício)          |